# Sikeli Nabou
Pour les articles homonymes, voir Nabou.
Pas d'image ? Cliquez ici

a Compétitions nationales et continentales officielles uniquement.

b Matchs officiels uniquement.
Dernière mise à jour le 27 septembre 2021.
Sikeli Nabou, né le 5 mars 1988, est un joueur international fidjien de rugby à XV évoluant au poste de deuxième ligne ou troisième ligne aile.

## Carrière
Sikeli Nabou fait ses débuts professionnels avec l’équipe des Counties Manukau en NPC en 2009. Après sept saisons, il signe à Biarritz en 2016 où il devient un des joueurs les plus utilisés grâce à sa polyvalence (26 matchs joués lors de sa première saison, 25 la deuxième). Il connaît sa première sélection pour les Fidji en juin 2017 contre l’Écosse (victoire 27-22).
En fin de contrat à la fin de la saison 2017-2018, il n'est pas conservé par le BO et retourne jouer avec les Counties Manukau en Nouvelle-Zélande. Il revient à Biarritz en décembre 2018 en tant que joker médical jusqu'à la fin de la saison. Après un bref retour en Nouvelle-Zélande, il retourne en France à Soyaux-Angoulême en novembre 2019, de nouveau en tant que joker médical.

## Palmarès
- Demi-finaliste de la Pro D2 : 2017

## Sélections
- Fidji : 6 sélections depuis 2017